# منشور علمي

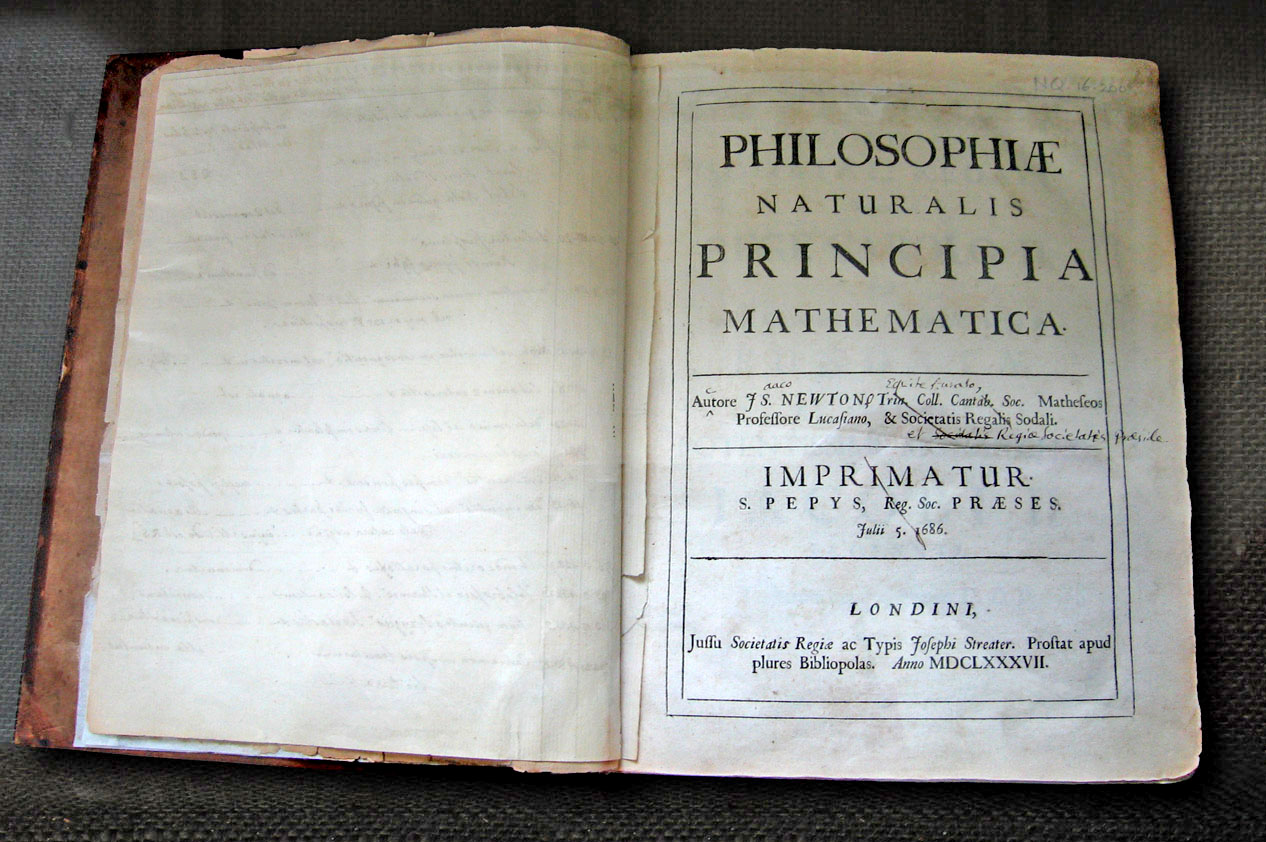

المنشورات العلمية (وتسمى الأدبيات العلمية أحياناً) هي منشورات تشمل المطبوعات التي تسرد نتائج وأدلة نظرية وتجريبية في العلوم الطبيعية والاجتماعية، وداخل الحقل الأكاديمي. النشر الأكاديمي هو عملية مشاركة نتائج ابحاث الفرد، وهو ما يتطلب غالبًا مراجعة الأقران. البحث الاصيل المنشور للمرة الأولى في دورية علمية يسمى منشوراً أولياً.

## مسح المنشورات
يعد مسح المنشورات العلمية أحد الأجزاء الرئيسية في أي بحث علمي أو أطروحة مقدمة لنيل درجة الدكتوراه، مثلًا. ويتمثل هذا المسح في سرد كل الأعمال التي تناولت موضوع الأطروحة التي يعمل بها الباحث، أو أي موضوع متعلق به. في هذا السرد يتم التمييز بين المصادر الأولية والثانوية.

## الدليل الطبي
الدليل الطبي هو أحد أدبيات الطب (عادة ما يكون بشكل كتاب) يقوم بوصف التشخيص والعلاج، والإدارة، وتشخيص الاضطرابات المختلفة. ويطلق هذا التعبير على خدمات الإنترنت التي تعنى بتقديم عرض لمجموعة من الأطباء أو الصيادلة على شبكة الإنترنت للمختصين بخدمات العناية الطبية. أول دليل طبي معروف هو دليل بردي إدوين سميث من مصر القديمة.